# Galeodes philippovi
Galeodes philippovi är en spindeldjursart som först beskrevs av J. Birula 1941.  Galeodes philippovi ingår i släktet Galeodes och familjen Galeodidae. Inga underarter finns listade i Catalogue of Life.